# جوئل ساکس
جوئل ساکس (انگلیسی: Joel Sacks؛ زادهٔ ۱۰ آوریل ۱۹۸۹) بازیکن فوتبال اهل آرژانتین است.